# 矢野恒夫
矢野 恒夫（やの つねお、1930年12月14日 - 2016年7月4日）は、日本の実業家。元電気化学工業社長。

## 来歴・人物
香川県出身。京都大学法学部卒業。
1953年（昭和28年）京都大学卒業後、電気化学工業入社。
1994年（平成6年）同社社長に就任。就任当時、1990年代はじめのバブル経済の崩壊、それに続く平成不況に伴い、需要の低迷や過剰設備・過剰在庫が企業収益を圧迫し、業績も大幅に悪化。これに対して徹底したコスト削減対策を推進する一方、多角化によって派生した不採算事業について撤退・縮小を断行、またスチレン系事業などで同業他社とのアライアンスによる再構築や設備のスクラップ･アンド･ビルドなどの合理化による競争力の強化を図った。
更に基幹事業の展開を進め、機能性樹脂、樹脂加工製品、電子･機能材料、特殊混和材など当社独自の優位性を誇る製品群を重点事業と位置付けおよび海外展開を含め積極的な投資を行い収益基盤の強化を行った。
2002年（平成14年）財団法人加藤奨学財団理事長に就任。2011年（平成23年）4月1日、公益財団法人加藤奨学財団へ名称変更。
2016年（平成28年）7月4日に心不全のため死去。85歳没。

## 略歴
- 1953年 - 京都大学法学部卒業
- 1953年 - 電気化学工業入社
- 1980年 - 電気化学工業取締役
- 1983年 - 電気化学工業常務取締役
- 1986年 - 電気化学工業専務取締役
- 1992年 - 電気化学工業代表取締役副社長
- 1994年 - 電気化学工業代表取締役社長
- 2000年 - 電気化学工業代表取締役会長
- 2004年 - 電気化学工業取締役相談役

## 栄典
- 1999年 - 藍綬褒章
- 2005年 - 旭日中綬章